# Tentative de coup d'État de 1957 au Soudan
 (août 2023).
La tentative de coup d'État de 1957 au Soudan est survenue en juin 1957, un an après l'indépendance du Soudan (en) en 1956, lorsqu'un groupe d'officiers de l'armée et d'étudiants du Collège militaire soudanais dirigé par Abdel Rahman Ismail Kabeida, a mené un coup d'État contre le premier gouvernement national démocratique dirigé par le Premier ministre Abdallah Khalil et le Conseil de souveraineté (en),. Le motif de Kabeida était de résoudre la confusion dans la gestion de la scène politique et de s'emparer du pouvoir. La tentative a été contrecarrée,, et lui et ses camarades ont été condamnés à la prison. Kabeida a été libéré avec le coup d'État soudanais du 17 novembre 1958 (en).
Gaafar Nimeiry a été accusé d'avoir dirigé le corps blindé pour soutenir le coup d'État. À la suite de son implication présumée, il a été arrêté à l'automne 1957. À la suite de son arrestation, il a été temporairement relevé de ses fonctions jusqu'en avril 1959, date à laquelle il a été affecté au commandement sud à Djouba.